# Elecciones municipales de 1987 en Valencia
El 10 de mayo de 1987 se celebraron, en el marco de las elecciones municipales a nivel estatal, elecciones al Ayuntamiento de Valencia. Se eligieron los 33 concejales del pleno municipal.

## Resultados
Los resultados de la elección se detallan a continuación:
| Candidatura                                                        | Candidatura                                                        | Votos   | %                               | Concejales                      |
| ------------------------------------------------------------------ | ------------------------------------------------------------------ | ------- | ------------------------------- | ------------------------------- |
|                                                                    | Partido Socialista Obrero Español (PSOE)                           | 143 037 | 36,75                           | 13                              |
|                                                                    | Unión Valenciana (UV)                                              | 77 353  | 19,87                           | 7                               |
|                                                                    | Federación de Partidos de Alianza Popular (FAP)                    | 73 830  | 18,97                           | 7                               |
|                                                                    | Centro Democrático y Social (CDS)                                  | 44 133  | 11,34                           | 4                               |
|                                                                    | Izquierda Unida - Unitat del Poble Valencià (IU-UPV)               | 30 963  | 7,96                            | 2                               |
| Partido de los Trabajadores de España-Unidad Comunista (PTE-UC)    | Partido de los Trabajadores de España-Unidad Comunista (PTE-UC)    | 5608    | 1,44                            | 0                               |
| Vértice Español de Reivindicación del Desarrollo Ecológico (VERDE) | Vértice Español de Reivindicación del Desarrollo Ecológico (VERDE) | 3310    | 0,85                            | 0                               |
| Coalición Electoral Valenciana (CEV)                               | Coalición Electoral Valenciana (CEV)                               | 2370    | 0,61                            | 0                               |
| Partido Demócrata Popular - Centristas Valencianos (PDP-CV)        | Partido Demócrata Popular - Centristas Valencianos (PDP-CV)        | 1096    | 0,28                            | 0                               |
| Unidad Popular Republicana - (UPR)                                 | Unidad Popular Republicana - (UPR)                                 | 912     | 0,23                            | 0                               |
| Unificación Comunista de España - (UCE)                            | Unificación Comunista de España - (UCE)                            | 889     | 0,23                            | 0                               |
| Plataforma Humanista - (PH)                                        | Plataforma Humanista - (PH)                                        | 885     | 0,23                            | 0                               |
| Falange Española de las JONS - (FE-JONS)                           | Falange Española de las JONS - (FE-JONS)                           | 867     | 0,22                            | 0                               |
| Votos en blanco                                                    | Votos en blanco                                                    | 4406    | 1,13                            | n/a                             |
| Votos válidos                                                      | Votos válidos                                                      | 389 182 | 100,00                          | 33                              |
| Votos nulos                                                        | Votos nulos                                                        | 5238    | Participación: \| \| 71.39 % \| | Participación: \| \| 71.39 % \| |
| Votantes                                                           | Votantes                                                           | 394 420 | Participación: \| \| 71.39 % \| | Participación: \| \| 71.39 % \| |
| Electores                                                          | Electores                                                          | 552 473 | Participación: \| \| 71.39 % \| | Participación: \| \| 71.39 % \| |
|                                                                    | 71.39 %                                                            |         |                                 |                                 |

## Concejales electos
Relación de concejales electos:
| N.º | Nombre                                     | Lista | Lista  |
| --- | ------------------------------------------ | ----- | ------ |
| 1   | Ricardo Pérez Casado                       |       | PSOE   |
| 2   | Vicente González Lizondo                   |       | UV     |
| 3   | Martín Luis Quirós Palau                   |       | FAP    |
| 4   | Fernando José Puente Roig                  |       | PSOE   |
| 5   | Clementina Ródenas Villena                 |       | PSOE   |
| 6   | Manuel del Hierro García                   |       | CDS    |
| 7   | María Dolores García Broch                 |       | UV     |
| 8   | Juan Carlos Gimeno Gascón                  |       | FAP    |
| 9   | Juan Ballester Pérez                       |       | PSOE   |
| 10  | Carmen Arjona Raigón (PCPV-PCE)            |       | IU-UPV |
| 11  | José Antonio Cabrera Gonzálbez             |       | PSOE   |
| 12  | Juan Oliver Chirivella                     |       | UV     |
| 13  | Francisco Jesús Bueno Cañigral             |       | FAP    |
| 14  | Miguel Albuixech Grau                      |       | PSOE   |
| 15  | José Ignacio García Ninet                  |       | CDS    |
| 16  | Emérito Bono Martínez                      |       | PSOE   |
| 17  | Francisco J. Martínez León                 |       | UV     |
| 18  | Salvador Palop Martínez                    |       | FAP    |
| 19  | Roberto Cantos Segura                      |       | PSOE   |
| 20  | Enrique Real Martínez                      |       | PSOE   |
| 21  | Amparo Ferrando Porcar (PCPV-PCE)          |       | IU-UPV |
| 22  | Juan Manuel Castañer Molla                 |       | UV     |
| 23  | M.ª Carmen García-Fuster y González Alegre |       | FAP    |
| 24  | Fermín Artagoitia Calabuig                 |       | CDS    |
| 25  | M.ª Encarnación Lerma Blasco               |       | PSOE   |
| 26  | Juan Augusto Estellés Noguer               |       | PSOE   |
| 27  | Társilo Piles Guaita                       |       | UV     |
| 28  | José Luis Olivas Martínez                  |       | FAP    |
| 29  | Ramón Villar Zanón                         |       | PSOE   |
| 30  | Josefa Ahumada Camps                       |       | UV     |
| 31  | Alicia Boado Martínez                      |       | CDS    |
| 32  | Fernando Millán Sánchez                    |       | PSOE   |
| 33  | Rafael Snachis Perales                     |       | FAP    |

## Votación de investidura
En la votación de investidura celebrada el 30 de junio de 1987 cada partido apoyó a su propio cabeza de lista, con la excepción de la coalición de IU-UPV, que se abstuvo.

| Candidatos a la alcaldía | Votos |
| ------------------------ | ----- |
| Ricard Pérez Casado      | 13/33 |
| Vicente González Lizondo | 7/33  |
| Martín Luis Quirós Palau | 7/33  |
| Manuel del Hierro García | 4/33  |
| Abstención (IU-UPV)      | 2/33  |

Tras la dimisión de Ricard Pérez Casado el 30 de diciembre de 1988, se celebró el 13 de enero de 1989 la sesión de investidura de la persona que debería sucederlo, resultando elegida la socialista Clementina Ródenas con los votos de su propio partido y el del concejal Manuel del Hierro, quien había abandonado meses antes el grupo del CDS a pesar de haber sido cabeza de lista de dicha formación en las elecciones municipales de 1987.
Unió Valenciana y Alianza Popular apoyaron la candidatura de Vicente González Lizondo, que recibió 13 votos en vez de los 14 que hubiese logrado de no haberse producido la expulsión del grupo de Alianza Popular por un concejal que se integró en el grupo mixto y pasó a acatar la disciplina de voto del CDS,el cual optó, al igual que las dos concejalas de la coalición IU-UPV, por la abstención.
| Candidatos a la alcaldía | Votos |
| ------------------------ | ----- |
| Clementina Ródenas       | 14/33 |
| Vicente González Lizondo | 13/33 |
| Abstención               | 6/33  |